# Stefano Quantestorie
Stefano Quantestorie è un film del 1993 diretto da Maurizio Nichetti.

## Trama
Stefano, ragazzo irresoluto e fantasioso come tanti altri, al momento di scegliere che indirizzo dare alla propria vita un po' sogna e un po' si lascia andare, assecondando le aspirazioni dei genitori che lo vorrebbero professore o musicista oppure ufficiale d'aviazione, o ancora carabiniere, e hanno anche in mente il tipo di ragazza che potrebbe essere adatta per lui.
Ormai quarantenne, però, si rende conto che di vita ne ha avuta solo una e si trova a ripensare alle occasioni perdute di viverla in modo diverso: se a diciassette anni fosse partito per l'America; se avesse superato l'esame per diventare carabiniere; se avesse conseguito la laurea; se fosse diventato aviatore; se avesse sposato Angela, Chiara o Costanza...

## Riconoscimenti
- Ciak d'oro - 1993[1]
  - Miglior montaggio a Rita Rossi
  - Miglior manifesto
  - Candidatura a migliore attrice non protagonista a Caterina Sylos Labini e Milena Vukotic
  - Candidatura a migliore attore non protagonista a Renato Scarpa
  - Candidatura a migliore sceneggiatura a Maurizio Nichetti e Laura Fischetto
  - Candidatura a migliore colonna sonora a Feiez e Rocco Tanica